# Jalgavärri
Jalgavärri är en kulle i Finland. Den ligger i Enare kommun i landskapet Lappland, i den norra delen av landet, 1 000 km norr om huvudstaden Helsingfors. Toppen på Jalgavärri är 320 meter över havet.
Terrängen runt Jalgavärri är huvudsakligen platt.  Trakten runt Jalgavärri är nära nog obefolkad, med mindre än två invånare per kvadratkilometer.